# Fissidens georgianus
Fissidens georgianus là một loài Rêu trong họ Fissidentaceae. Loài này được Irmsch. mô tả khoa học đầu tiên năm 1921.